# Bastian Schweinsteiger
Bastian Schweinsteiger (Kolbermoor, 1 de agosto de 1984) é um ex-futebolista alemão que atuava como meio-campista. Seu último clube foi o Chicago Fire, da Major League Soccer.
Estreou no time principal do Bayern de Munique aos dezoito anos de idade. Outrora um meia aberto pela direita, sob o comando de Louis van Gaal, Schweinsteiger foi implantado numa função mais centralizada, evoluindo ainda mais como jogador e sendo considerado por muitos especialistas um dos melhores jogadores do mundo em sua posição. No Bayern, conquistou "dobradinhas" (Bundesliga e Copa da Alemanha) em cinco temporadas consecutivas. Já pela Seleção Alemã, passou a ter uma importância ainda maior após a aposentadoria de Michael Ballack, de quem praticamente herdou posição.
A sua transformação pode ser comparada a de outros dois grandes jogadores que se tornaram referência em suas equipes quando passaram a jogar mais recuados, tendo a missão de comandar o time de trás: Freddy Rincón e Andrea Pirlo. O italiano quando chegou ao Milan em 2001, ouviu do técnico Carlo Ancelotti a sugestão para jogar mais recuado e organizar a saída de bola. Ele aceitou, e não demorou a ser reconhecido.
Desde sua juventude, Schweinsteiger sempre foi uma aposta pessoal de Franz Beckenbauer (presidente do Bayern de Munique) e apesar de possuir talento como esquiador, algo percebido por Felix Neureuther, um dos destaques da Alemanha na modalidade e seu amigo pessoal, desistiu dos esquis e priorizou a carreira como futebolista.

## Infância e juventude
Bastian Schweinsteiger ingressou nas categorias de base do Bayern Munique aos 14 anos de idade, no dia 1 de julho de 1998. Nesta época, Bastian era praticante do esqui e teve de optar entre qual destas carreiras iria seguir como profissional. Após algumas conquistas expressivas com o Bayern em campeonatos de juniores na Alemanha, optou pela carreira de jogador de futebol.

## Carreira

### Bayern de Munique
Após ter conquistado o Campeonato Alemão de Juniores em julho de 2002, Schweinsteiger, que era notoriamente um dos grandes destaques daquela geração que estava sendo revelada, passou a buscar também seu lugar no elenco profissional. Ao passo que era promovido à equipe de cima, produzia também uma grande exposição de seu nome na mídia esportiva alemã, principalmente em manchetes polêmicas. Este lado foi rapidamente superado com o amadurecimento e inúmeras demonstrações, dentro de campo, de que era realmente um jogador extremamente promissor.
Apenas duas sessões treinando com o time principal, e o treinador Ottmar Hitzfeld deu a Schweinsteiger a oportunidade de estrear como um substituto num jogo da Liga dos Campeões da UEFA contra o time francês do Lens, em novembro de 2002. E o recém-promovido Schweinsteiger não decepcionou. Muito pelo contrário, em poucos minutos foi o autor de uma jogada que culminou num belo gol de Markus Feulner. Assinou então um contrato profissional no mês seguinte e participou de 14 jogos da Bundesliga na temporada 2002–03, ajudando a Bayern na conquista da "dobradinha" (campeonato e copa nacional). Ainda nesta temporada, no dia 4 de fevereiro de 2003, marcou também os seus primeiros gols como profissional, tendo feito dois na goleada de 8 a 0 contra o Colônia. Na temporada seguinte, após ter se firmado de vez no time titular, disputou 26 jogos pela Bundesliga.

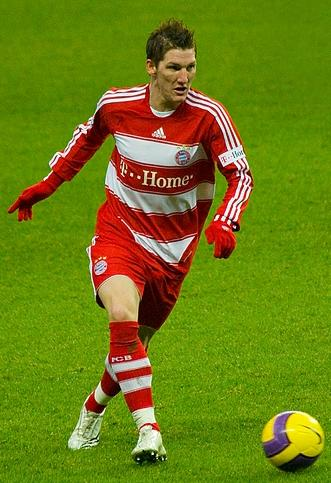
Schweinsteiger no Bayern em 2007

Sofreu um breve revés em sua precoce carreira no início da temporada 2004–05. Por opção do recém-chegado técnico Felix Magath, Schweinsteiger retornou ao Time B durante algumas semanas, mesmo após suas recentes façanhas internacionais do verão na Euro 2004. Após apenas três partidas pelo chamado "Bayern München II", Schweinsteiger rapidamente reintegrou o time principal e teve papel importante na campanha do bicampeonato nacional.
Passados mais alguns anos, o homem que viria a ser um dos grandes responsáveis pelo salto de qualidade em sua carreira assumiria o comando do Bayern. Trata-se do treinador holandês Louis Van Gaal, que chegou ao Bayern em julho de 2009. O técnico, que já havia protagonizado notáveis trabalhos no Ajax, no Barcelona e na Seleção de seu país, rapidamente implantou Schweinsteiger como um volante quando assumiu o clube alemão. Antes de Van Gaal chegar ao Bayern, cabia a Schweinsteiger a função que passou a ser do também holandês Arjen Robben e do francês Franck Ribéry, contratados posteriormente pelos bávaros. Apesar de seu vigor físico (1,83 m e 79 quilos), Bastian jogava aberto pelos dois flancos e tinha a função de driblar marcadores, abrindo espaços e visando servir o centroavante com lançamentos longos, passes ou cruzamentos. E fazia isso muito bem; aos 22 anos, o meia já tinha 41 partidas disputadas pela Seleção, número que jamais outro jogador alemão havia alcançado com essa idade. Apesar disso tudo, diversas vezes afirmou que não se sentia satisfeito naquela função, pois se sentia limitado jogando perto da linha lateral.

### Manchester United
Foi contratado pelo Manchester United no dia 13 de julho de 2015, assinando por três temporadas. Marcou o seu primeiro gol pela equipe inglesa na partida fora de casa contra o Leicester City. Apesar de ser relegado a jogar com o time sub-23 por um tempo enquanto não se encaixava entre os 23 escolhidos para o decorrer da temporada, o alemão foi escalado como titular na vitória por 4 a 0 contra o Wigan Athletic em 29 de janeiro de 2017 marcando seu segundo e último gol pelos diabos vermelhos.

### Chicago Fire
Em 21 de março de 2017, fechou um contrato de um ano com a equipe do Chicago Fire, que disputa a Major League Soccer, o principal campeonato de futebol dos Estados Unidos. No dia 1 de abril, marcou no empate em 2 a 2 contra o Montreal Impact. Depois de ajudar o seu time a chegar aos playoffs após cinco anos, Bastian acabou renovando seu contrato em 2018.

### Aposentadoria
Anunciou oficialmente sua aposentadoria como jogador no dia 8 de outubro de 2019, aos 35 anos.

## Seleção Nacional
Fez sua estreia pela Seleção Alemã em 2004, aos 20 anos de idade, num amistoso contra a Hungria.
Marcou seus primeiros dois gols internacionais no dia 8 de junho de 2005, contra a Rússia, e marcou seu primeiro gol num torneio internacional contra a Tunísia, no dia 18 de junho, na vitória por 3 a 0 válida pela Copa das Confederações FIFA de 2005. Voltou a ter grande atuação um ano depois, ao marcar dois gols na decisão do terceiro lugar da Copa do Mundo FIFA de 2006, também no seu país natal, quando a Alemanha venceu Portugal pelo placar de 3 a 1. Schweinsteiger fez praticamente um hat-trick com seus dois gols marcados, tendo ainda provocado um gol contra do português Petit.

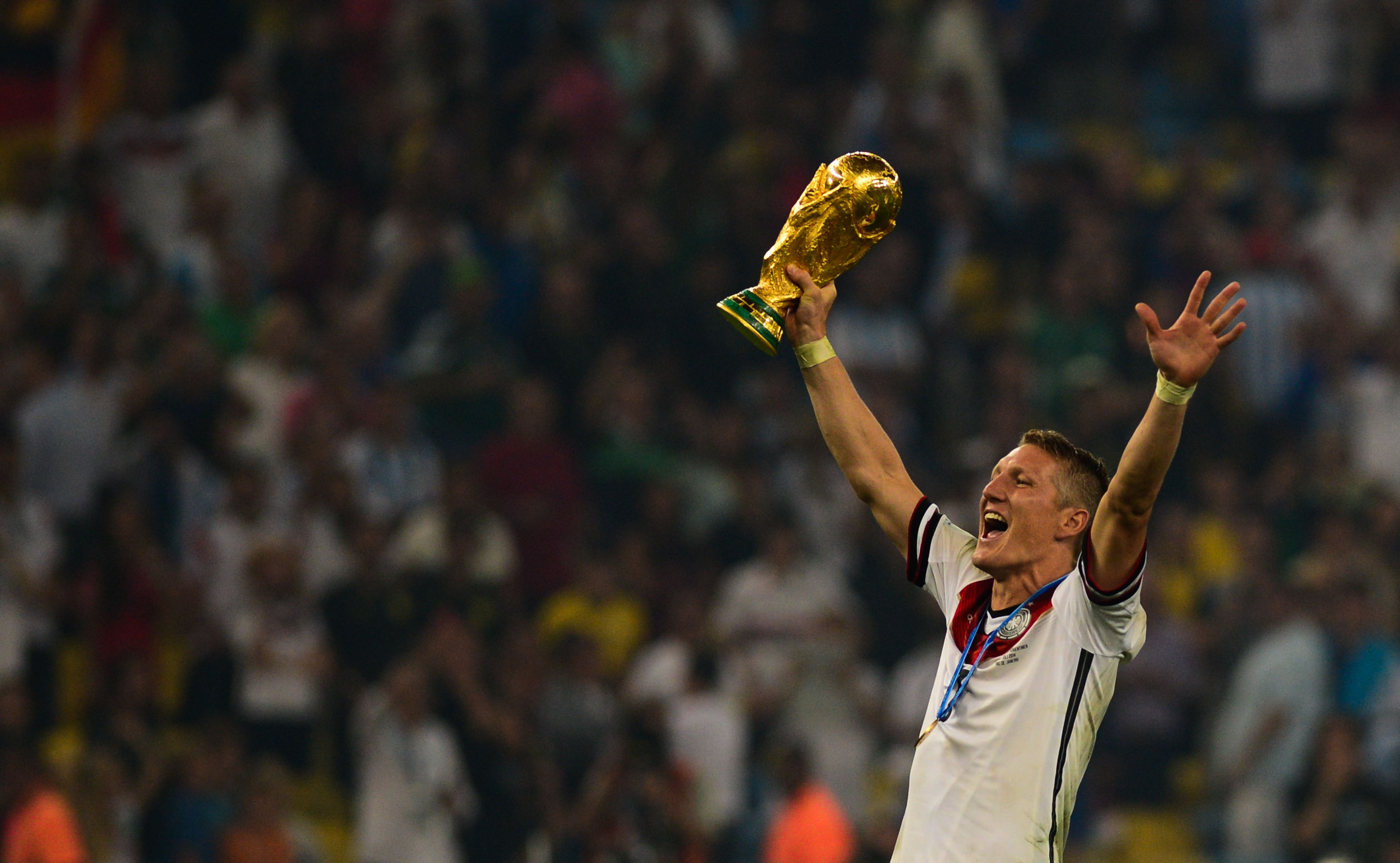
Schweinsteiger celebrando a conquista da Copa do Mundo FIFA de 2014

Aos 22 anos, já havia jogado 41 partidas pela Seleção Alemã, um recorde na história do futebol do país. Na mesma idade, Lothar Matthäus (recordista absoluto de participações, com 150 jogos) tinha jogado somente 13 vezes pela equipe nacional. O colega e companheiro de seleção de Schweinsteiger, Lukas Podolski, de 22 anos, vem logo atrás com 38 jogos disputados.
Durante as Eliminatórias da Euro 2008, marcou dois gols na história goleada de 13 a 0 sobre San Marino. Voltaria a marcar contra a Eslováquia, em Bratislava, fazendo o terceiro gol da vitória alemã por 4 a 1. Já no dia 12 de junho de 2008, em jogo válido pela Eurocopa, Schweinsteiger foi expulso com vermelho direto na derrota de 2 a 1 contra a Croácia.
Após alcançar as semifinais na Euro 2012, quando os alemães foram derrotados pela Itália, esteve presente na conquista da Copa do Mundo FIFA de 2014 realizada no Brasil. Após a Copa e a aposentadoria de Philipp Lahm da Seleção, Schweinsteiger foi escolhido por Joachim Löw como novo capitão da equipe.
Semanas após o fim da Euro 2016, por meio de sua conta em uma rede social, anunciou sua aposentadoria da Seleção. No dia 31 de agosto de 2016 atuou em sua última partida, em amistoso contra a Finlândia no Borussia-Park, recebendo diversas homenagens antes da mesma.

## Vida pessoal
É irmão do também futebolista Tobias Schweinsteiger. Entre 2007 e 2014, Bastian namorou a modelo alemã Sarah Brandner. Desde setembro de 2014 namora com a tenista sérvia Ana Ivanović. Casaram-se no dia 12 de julho de 2016, em Veneza, na Itália.

## Estatísticas

### Seleção Alemã
| Ano   | Jogos | Gols |
| ----- | ----- | ---- |
| 2004  | 10    | 0    |
| 2005  | 13    | 4    |
| 2006  | 18    | 9    |
| 2007  | 6     | 0    |
| 2008  | 15    | 4    |
| 2009  | 10    | 2    |
| 2010  | 12    | 2    |
| 2011  | 6     | 2    |
| 2012  | 7     | 0    |
| 2013  | 3     | 0    |
| 2014  | 8     | 0    |
| 2015  | 6     | 0    |
| 2016  | 7     | 1    |
| Total | 121   | 24   |

## Títulos
Bayern de Munique
- Bundesliga: 2002–03, 2004–05, 2005–06, 2007–08, 2009–10, 2012–13, 2013–14 e 2014–15
- Copa da Alemanha: 2002–03, 2004–05, 2005–06, 2007–08, 2009–10, 2012–13 e 2013–14
- Copa da Liga Alemã: 2004 e 2007
- Supercopa da Alemanha: 2010 e 2012
- Liga dos Campeões da UEFA: 2012–13

Manchester United
- Copa da Inglaterra: 2015–16

Seleção Alemã
- Copa do Mundo FIFA: 2014

### Prêmios Individuais
- Silberne Lorbeerblatt: 2006, 2010 e 2014
- Seleção da Copa do Mundo FIFA: 2010
- Líder de Assistências da Copa do Mundo FIFA: 2010
- Equipe do Ano da European Sports Media: 2013
- Futebolista Alemão do Ano: 2013
- Prêmio Bambi: 2016
- MLS All-Star: 2017 e 2018